# Gobierno de Bolojan
El Gobierno de Bolojan es el vigésimo noveno gobierno de Rumania desde la Revolución rumana de 1989, el segundo de la X legislatura y el 135.° gabinete desde la independencia del país, está en funciones desde el 23 de junio de 2025, encabezado por Ilie Bolojan (del Partido Nacional Liberal), quien también ejerció como presidente interino de febrero a mayo de 2025.

## Historia

### Formación
Tras el colapso del gobierno anterior, provocado por el resultado por debajo de las expectativas de Crin Antonescu (el candidato apoyado por el gobierno) en las elecciones presidenciales de ese mismo año, se hizo necesario reiniciar el proceso de formación de una nueva mayoría operativa capaz de dirigir el país.
Teniendo en cuenta los inminentes compromisos euroatlánticos y especialmente la urgente necesidad de reformas económicas y austeridad para reducir el masivo déficit público y la deuda, bajo la presión favorable del recién elegido presidente Nicușor Dan, los principales partidos políticos anteriormente en el gobierno (PSD, PNL y RMDSZ/UDMR) y la USR acogieron con agrado la invitación de un ejecutivo proeuropeo rápido que pudiera gestionar eficazmente estas cuestiones, a pesar de las presiones previas de AUR para formar un gobierno de unidad nacional que, consideradas contraproducentes, pronto fueron liquidadas por la nueva administración presidencial, no sin controversia por parte de la facción.
Por tanto, el 30 de mayo se lanzó un marco preliminar de negociación que, a pesar de un rápido progreso inicial que había permitido concluir una división preliminar de las posiciones institucionales el 7 de junio, se caracterizó finalmente, también debido al amplio programa de reformas a implementar y a la inevitable impopularidad de las medidas, por tiempos de negociación más largos de lo habitual y por algunos desacuerdos internos (que casi acabaron en un punto muerto) entre los partidos políticos, especialmente sobre el aumento del impuesto sobre el valor añadido (IVA) del 19% al 21%, que era una medida que, además, también irritó posteriormente a la Presidencia de la República, que se opuso a ella para no romper una promesa de campaña electoral. Estos elementos hicieron prever pronto el riesgo de un nuevo estancamiento en las negociaciones, con el presidente Dan quien, el 18 de junio y a pesar de un consenso sobre la dirección política general entre las partes, también planteó la hipótesis de la nominación de un gobierno técnico encabezado por la Gobernadora del Banco Nacional de Moldavia Anca Dragu, pero la opción fue finalmente retirada gracias a la negativa preventiva de Dragu, a la oposición de las fuerzas políticas y a la fuerte persuasión hecha por el propio Ilie Bolojan (quien desde hacía algún tiempo había sido considerado como la opción preferida por la Presidencia como futuro Primer Ministro).
Finalmente, dado el nuevo contexto favorable, el 20 de junio (fecha de expiración constitucional del mandato del Primer Ministro interino Cătălin Predoiu) el presidente de la República finalmente encargó oficialmente, tras una ronda de consultas, a Ilie Bolojan la formación de gobierno, y por lo tanto este último, habiendo cumplido definitivamente con éxito la tarea el 23 de junio en forma de un acuerdo de rotación, permitió así al Parlamento el mismo día otorgar oficialmente la confianza parlamentaria al gobierno, y en consecuencia garantizar que entraría en funciones poco después, tras la juramentación ante el presidente, Nicușor Dan.
Según el acuerdo de rotación, el gobierno de Bolojan cesará funciones en abril de 2027, cuando la jefatura de gobierno pasará a manos del Partido Socialdemócrata hasta concluir la legislatura.

## Apoyo parlamentario
El gobierno de Bolojan cuenta con el apoyo de una coalición europeísta formada por el Partido Socialdemócrata (centroizquierda), el Partido Nacional Liberal (centroderecha), la Unión Salvar Rumanía (centrista-liberal) y la Unión Democrática de Húngaros en Rumanía (centroderecha, que protege a la minoría húngara), además está respaldado de manera externa por los partidos de las minorías étnicas nacionales. En el momento de la investidura, la mayoría contaba con 205 diputados de 331 (equivalente al 61,93% de los escaños de la Cámara de Diputados de Rumanía ), más 19 con apoyo externo (equivalente al 5,74% de los escaños) y 89 senadores de 136 (equivalente al 65,44%) de los escaños del Senado de Rumanía).
El PNL nominó a un ministro perteneciente a Renovamos el Proyecto Europeo de Rumanía, un partido extraparlamentario afín al presidente Dan.

## Gabinete Ministerial
Partido Socialdemócrata     Partido Nacional Liberal     Unión Salvar Rumanía     Unión Democrática de Húngaros en Rumanía     Independientes     Independientes nominados por el Partido Nacional Liberal     Renovamos el Proyecto Europeo de Rumanía, nominados por el Partido Nacional Liberal

### Primer Ministro del Gobierno de Rumanía
| Fotografía | Primer Ministro | Período             | Período     | Partido | Partido |
| Fotografía | Primer Ministro | Inicio              | Fin         | Partido | Partido |
| ---------- | --------------- | ------------------- | ----------- | ------- | ------- |
|            | Ilie Bolojan    | 23 de junio de 2025 | En el cargo |         |         |

### Vice primeros ministros del Gobierno de Rumanía
| Fotografía                             | Vice primer ministro | Período                                         | Período             | Partido | Partido |
| Fotografía                             | Vice primer ministro | Inicio                                          | Fin                 | Partido | Partido |
| -------------------------------------- | -------------------- | ----------------------------------------------- | ------------------- | ------- | ------- |
|                                        | Marian Neacșu        | 15 de junio de 2023 (del anterior Gobierno)     | En el cargo         |         |         |
|                                        | Cătălin Predoiu      | 23 de junio de 2025                             | En el cargo         |         |         |
|                                        | Ionuț Moșteanu       | 23 de junio de 2025                             | En el cargo         |         |         |
|                                        | Barna Tánczos        | 23 de diciembre de 2024 (del anterior Gobierno) | En el cargo         |         |         |
| Vice Primer Ministro para las Reformas |                      |                                                 |                     |         |         |
|                                        | Dragoș Anastasiu     | 23 de junio de 2025                             | 27 de julio de 2025 |         | Ind.    |

### Ministros
| Ministerio                                         | Fotografía | Titular                   | Período                                         | Período     | Partido | Partido |
| Ministerio                                         | Fotografía | Titular                   | Inicio                                          | Fin         | Partido | Partido |
| -------------------------------------------------- | ---------- | ------------------------- | ----------------------------------------------- | ----------- | ------- | ------- |
| Agricultura y Desarrollo Rural                     |            | Florin Barbu              | 15 de junio de 2023 (del anterior Gobierno)     | En el cargo |         |         |
| Asuntos Exteriores                                 |            | Oana-Silvia Țoiu          | 23 de junio de 2025                             | En el cargo |         |         |
| Cultura                                            |            | András István Demeter     | 23 de junio de 2025                             | En el cargo |         |         |
| Defensa Nacional                                   |            | Ionuț Moșteanu            | 23 de junio de 2025                             | En el cargo |         |         |
| Desarrollo, Obras Públicas y Administración        |            | Attila Cseke              | 23 de diciembre de 2024 (del anterior Gobierno) | En el cargo |         |         |
| Economía, Digitalización, Emprendimiento y Turismo |            | Radu-Dinel Miruță         | 23 de junio de 2025                             | En el cargo |         |         |
| Educación e Investigación                          |            | Daniel David              | 23 de diciembre de 2024 (del anterior Gobierno) | En el cargo |         |         |
| Energía                                            |            | Ivan Bogdan-Gruia         | 23 de junio de 2025                             | En el cargo |         |         |
| Finanzas                                           |            | Alexandru Nazare          | 23 de junio de 2025                             | En el cargo |         |         |
| Interior                                           |            | Cătălin Predoiu           | 15 de junio de 2023 (del anterior Gobierno)     | En el cargo |         |         |
| Inversiones y Proyectos Europeos                   |            | Dragoș Pîslaru            | 23 de junio de 2025                             | En el cargo |         |         |
| Justicia                                           |            | Radu Marinescu            | 23 de diciembre de 2024 (del anterior Gobierno) | En el cargo |         |         |
| Medio Ambiente, Agua y Bosques                     |            | Diana Buzoianu            | 23 de junio de 2025                             | En el cargo |         |         |
| Salud                                              |            | Alexandru Rogobete        | 23 de junio de 2025                             | En el cargo |         |         |
| Trabajo, Familia, Juventud y Solidaridad Social    |            | Petre-Florin Manole       | 23 de junio de 2025                             | En el cargo |         |         |
| Transporte e Infraestructura                       |            | Ciprian-Constantin Șerban | 23 de junio de 2025                             | En el cargo |         |         |